# Анністон (Алабама)
Анністон (англ. Anniston) — місто (англ. city) в США, центр округу Калгун штату Алабама. Населення — 21 564 особи (2020).

## Історія
Місто розташоване в районі видобутку залізної руди в передгір'ях Аппалачів (перше підприємство з'явилося в цих місцях у 1863 році для організації поставок Армії Конфедерації і було зруйноване наприкінці Громадянської війни). Виробництво первинних металів і металовиробів, текстильна, деревообробна, харчова промисловість, виробництво скла. У передмісті знаходяться військова база «Форт Мак-Клеллан» (1912—1995), Анністонський військовий склад.
Місто засноване в 1872 році представниками залізорудної компанії «Вудсток-айрон» Woodstock Iron Company і спочатку називалося Вудсток. Статус міста з 1879 року. До 1883 року Вудсток був закритим містом, призначеним лише для працівників компанії. Перейменований на «Містечко Енні» (Annie's Town) на честь Енні Тейлор, дружини президента компанії.
Серед визначних місць — міський музей історії природи Anniston Museum of Natural History.

## Географія
Анністон розташований за координатами 33°40′24″ пн. ш. 85°48′39″ зх. д. / 33.67333° пн. ш. 85.81083° зх. д. (33.673440, -85.810918).  За даними Бюро перепису населення США в 2010 році місто мало площу 118,37 км², з яких 118,20 км² — суходіл та 0,18 км² — водойми.

### Клімат
| Клімат : Анністон     | Клімат : Анністон | Клімат : Анністон | Клімат : Анністон | Клімат : Анністон | Клімат : Анністон | Клімат : Анністон | Клімат : Анністон | Клімат : Анністон | Клімат : Анністон | Клімат : Анністон | Клімат : Анністон | Клімат : Анністон | Клімат : Анністон |
| Показник              | Січ.              | Лют.              | Бер.              | Квіт.             | Трав.             | Черв.             | Лип.              | Серп.             | Вер.              | Жовт.             | Лист.             | Груд.             | Рік               |
| Середній максимум, °C | 13,9              | 15,6              | 18,3              | 23,9              | 28,9              | 32,2              | 33,3              | 33,3              | 30,0              | 24,4              | 17,8              | 13,9              | 23,9              |
| Середній мінімум, °C  | 1,7               | 2,8               | 5,0               | 9,4               | 13,9              | 18,3              | 20,0              | 19,4              | 16,1              | 9,4               | 2,8               | 1,1               | 10,0              |
| Норма опадів, мм      | 127               | 127               | 145               | 109               | 84                | 109               | 99                | 91                | 102               | 56                | 94                | 109               | 1252              |
| --------------------- | ----------------- | ----------------- | ----------------- | ----------------- | ----------------- | ----------------- | ----------------- | ----------------- | ----------------- | ----------------- | ----------------- | ----------------- | ----------------- |
| Джерело: Weatherbase  |                   |                   |                   |                   |                   |                   |                   |                   |                   |                   |                   |                   |                   |

## Демографія
Згідно з переписом 2010 року, у місті мешкало 23 106 осіб у 9904 домогосподарствах у складі 5841 родини. Густота населення становила 195 осіб/км².  Було 11599 помешкань (98/км²).
Расовий склад населення:
| - 51,5 % — чорних або афроамериканців - 44,7 % — білих - 0,8 % — азіатів - 0,3 % — корінних американців - 0,1 % — вихідців з тихоокеанських островів - 1,0 % — осіб інших рас |

До двох чи більше рас належало 1,7 %. Частка іспаномовних становила 2,7 % від усіх жителів.
За віковим діапазоном населення розподілялося таким чином: 21,7 % — особи молодші 18 років, 60,6 % — особи у віці 18—64 років, 17,7 % — особи у віці 65 років та старші. Медіана віку мешканця становила 41,3 року. На 100 осіб жіночої статі у місті припадало 85,5 чоловіків;  на 100 жінок у віці від 18 років та старших — 80,8 чоловіків також старших 18 років.
Середній дохід на одне домашнє господарство  становив 44 799 доларів США (медіана — 29 681), а середній дохід на одну сім'ю — 57 201 долар (медіана — 42 595). Медіана доходів становила 39 726 доларів для чоловіків та 25 632 долари для жінок. За межею бідності перебувало 31,7 % осіб, у тому числі 52,8 % дітей у віці до 18 років та 13,6 % осіб у віці 65 років та старших.
Цивільне працевлаштоване населення становило 8138 осіб. Основні галузі зайнятості: освіта, охорона здоров'я та соціальна допомога — 23,8 %, виробництво — 16,7 %, мистецтво, розваги та відпочинок — 14,7 %, роздрібна торгівля — 14,1 %.

## Відомі уродженці
- Майкл Б'єн (1956) — американський кіноактор і режисер.
- Дакода Брукс (* 1988) — американська порноакторка.
- ̇Рут Елдер (1902—1977) — перша жінка, що спробувала перелетіти Атлантику.